# Ампаро Баро
Ампаро Баро (ісп. Amparo Baró San Martín, 21 вересня, 1937, Барселона, Іспанія — 29 січня 2015) — іспанська акторка театру і кіно.

## Вибіркова фільмографія
- Мій генерал (1987)
- Листопад (2003)
- «Чорна лагуна» (2007—2010) — Хасінта Гарсіа.

## Нагороди
- Премія Гойя (2007)
- Премія Max (2012)
- Премія TP de Oro (2004, 2009)
- Премія Fotogramas de Plata (1999, 2011)